# Prime Cup Aberto de São Paulo 2010
L'Aberto de São Paulo 2010 è stato un torneo professionistico di tennis maschile giocato sul cemento, che faceva parte dell'ATP Challenger Tour 2010. Si è giocato a San Paolo in Brasile dal 3 al 10 gennaio 2010.

## Partecipanti

### Teste di serie
| Nazionalità | Giocatore        | Ranking* | Testa di serie |
| ----------- | ---------------- | -------- | -------------- |
| Brasile     | Marcos Daniel    | 87       | 1              |
| Cile        | Nicolás Massú    | 112      | 2              |
| Argentina   | Eduardo Schwank  | 118      | 3              |
| Brasile     | Thiago Alves     | 149      | 4              |
| Argentina   | Sebastián Decoud | 150      | 5              |
| Brasile     | Ricardo Mello    | 151      | 6              |
| Colombia    | Carlos Salamanca | 158      | 7              |
| Brasile     | Júlio Silva      | 165      | 8              |

- Ranking al 28 dicembre 2009

### Altri partecipanti
Giocatori che hanno ricevuto una wild card:
- Marcelo Demoliner
- Leonardo Kirche
- Tiago Lopes
- Fernando Romboli

Giocatori passati dalle qualificazioni:
- Ričardas Berankis
- Michael McClune
- Guillermo Olaso
- Caio Zampieri

## Campioni

### Singolare
- Ricardo Mello ha battuto in finale  Eduardo Schwank con il punteggio di 6–3, 6–1

### Doppio
- Brian Dabul /  Sebastián Prieto hanno battuto in finale  Tomasz Bednarek /  Mateusz Kowalczyk con il punteggio di 6–3, 6–3